# Australutica africana
Australutica africana là một loài nhện trong họ Zodariidae.
Loài này thuộc chi Australutica. Australutica africana được Rudy Jocqué miêu tả năm 2008.